# 台山話
台山話，又称新寧話，属粵語四邑片。主要分布於中國大陸廣東省台山市以及海外四邑人聚居社區。早期移居美國的中國人有很多來自台山，是以在美國華人歷史上素有「美國華僑半台山」之說，亦因此自淘金時代起，台山話曾一度被美國人視為中國「國語」。
台山市名在转换成繁体字时常被误写成“臺山市”，連帶著“台山話”亦被誤寫成“臺山話”，这是不正确的。台山市名源自其主山三台山，古代用“三台”比“三公”（古代最高官位），所以旧时常用“台”来作为对别人的尊称。而“臺”意为土筑的高坛，亦表示古代的官署名。两者含义大不相同。

## 分布范围
四邑方言與廣州話難以通話。分布在中国广东省四邑地區（原称四邑，后因鹤山加入改称五邑）的新会、台山、开平、恩平四地，以及江门市区、鹤山的部分地区、中山市的中山古鎮、珠海市的斗門區和金灣區、茂名市電白區的林頭鎮等地方。

## 语言特点
台山话和圍頭話，港澳水上話等莞寶片粵語基本可以互通，同時與陽江話，陽春話有所相似。

### 语音
中古漢語的入聲在粵語中先根據聲母清濁分化為陰入及陽入，然後陰入根據韻母長短再分為陰入及中入（上陰入/下陰入)。台山話演變趨勢略爲不同，陽入亦進一步分派成為高陽入及低陽入兩調，因此“北白伯百”四個字音調均不同。
台山話共含9個音調，參考廣州話音調分別記為陰平/陰去（衣/意）、陰上（倚）、陽平（移）、陽上（以）、陽去（易）、中入（百）、陰入（北）、低陽入（伯）、高陽入（白）。採用五度標音法時，這些音調的調值分別為33、55、11、21、32、33、55、21、32。和廣州話相比，調值有所改變，合併了陰平和陰去，而原来合併为中入音的低陽入则保持獨立。
| 聲調                 | 陰平 （中平） | 陰上 （高平） | 陰去 （中平） | 陽平 （低平） | 陽上 （低降） | 陽去 （中降） | 陰入 （高促） | 中入 （中促） | 低陽入 （低降促） | 高陽入 （中降促） |
| 台山話調值           | 33            | 55            | 33            | 11            | 21            | 32            | 55            | 33            | 21                | 32                |
| 廣州話調值           | 55/53         | 35            | 33            | 21/11         | 13            | 22            | 5             | 3             | 3                 | 2                 |
| 編號                 | 1             | 2             | 1             | 3             | 4             | 5             | 6             | 7             | 8                 | 9                 |
| 代號                 | ·             | -             | ·             | *             | >             | '             | ·             | -             | >                 | '                 |
| 漢字舉例             | 衣            | 椅            | 意            | 移            | 以            | 易            | 北            | 百            | 伯                | 白                |
| 拼音（標示調類）     | yi1           | yi2           | yi1           | yi3           | yi4           | yi5           | bak6          | bak7          | bak8              | bak9              |
| 国际音标（標示調值） | ji33          | ji55          | ji33          | ji11          | ji21          | ji32          | pak55         | pak33         | pak21             | pak32             |

#### 變調
此外，台山話還有變調現象，主要包括三种情況：
- 升變調，將一字的調值在最後升到最高。除陰上和陰入外，其他音調均可升變調。除入聲外有4种可升變調的音調，這令實際發音的調式增加4种：

- 33->35 如：學生33證->學生35
- 11->15 如：金錢11->工錢15
- 21->215 如：該21（這）->該215（這裏）
- 32->325 如：話32說->講話325

而入聲變調時，會在原末一字末尾加上一個e55音節。甚至有時非入聲的字變調也可拉長出一個e55出來，意思不變。例如該21欸55=該215。
這種變調應用廣泛，常用于名詞詞尾（包括單音詞）。學者鄧鈞認爲相當於普通話的兒化現象。
因爲欸e55這個字有時候在動詞後面做助詞，形式上與升變調相似，也有類似簡化為音調改變的現象，因此需要辨析。例如：跟欸我=跟著我，念得快也會變成跟35我。這種情況因爲欸字有語法含義因此與名詞的變調不太相同。至於兩种形式相似的變調是否有關係則未有結論。
- 高平變調，將一字的聲調根據原讀音是否為入聲分別變爲陰上或陰入，調值55。用於某些词汇，往往是因为台山話的33调值部分对应于粤语的55调值，因此在部分词汇中沿袭音调。例如“上高”（上面）后一字音调同粤语。此外，這種變調在廣州話中也廣泛存在。
- 低降變調，將一字的聲調根據原讀音是否為入聲分別變爲陽上或低陽入，調值21。特點如下：

- 可用于对现有的字进行转义，如窦字用于“窝”、“洞穴”等義或作量词时使用低降变调，用于其他含义用正常调值32。
- 有时被變調的字意義完全不变，只是不同的配搭有不同的读法。例如“章魚11”的魚字不變調，“墨魚21”的魚字變調。
- 被變調的字可以出現在詞語開頭。例如：木32工->木21頭
- 低降變調后還可以再次升變調，如“買魚215”。

此外，還存在一些零散的變調現象。台山話的變調研究目前尚不充分，處於歸納階段，關於何時使用何種變調，還沒有很明確的總結。
台山話將古音以t為聲母的字（如打）變成零聲母，因此存在大量零聲母的字。儅這些字跟隨一個鼻音音節時，就會連讀成一個音節。另外還有一些類似的音變。
此外，某些字詞往往有文白兩种讀音，而部分字詞的發音沿襲或仿照廣州話發音而不是依循本地發音。

### 语法
台山話在語法方面一個突出的特點，就是人稱代詞單複數的表達。和廣州話以及現代標準漢語不同，它不用詞尾（廣州話“哋”，標準漢語“們”）區分，而是通過變調、變音等内部屈折來表示。另外，指示代詞中表示“這”和“這裡”的“該”，表示“那”和“那裏”的“恁”也通過屈折來區分。
- 人稱代詞：我ŋɔi33（單）->我ŋɔi21（複）；你ni33（單）->你niεk21（複）；佢k'ui33（單）->佢k'iεk21（複）；另有一個“非特指第三人稱”代詞，相當於“別人”或者“人家”：惗niεk55，可以單獨用，也可以組成“人惗”，意思一样，無單複數。注意其發音除音調外和複數的“你”相同但意思完全不同。
- 指示代詞：該k'ɔi21=這 -> 該k'ɔi215=這裏；恁nen21=那 -> 恁nen215=那裏
- 疑問代詞：乃nai21=哪 -> 乃nai215=哪裏

曡用形容詞方面，台山話可以將兩個字重疊，其中一個升變調，以表示程度。一般第一個字變調，表示程度加強，第二個字變調，表示程度減弱。如“紅紅”可以表示“非常紅”（紅15紅11）或者“有點紅”（紅11紅15），取決於哪一個字有變調。
台山話植物、草木的量词是“兜”，跟客家話相同，而標準粵語作“樖”。量词“啲”被细分成两个，倷（nai55）和伱（nit55）程度不同，前者要比后者表示更多的数量，至於“啲多”就變成“伱子”（nit55du35）,"啲多"很可能是英文little的不标准发音.
句法方面，大部分與廣州話相同，但下面這個是台山話特有的句型：
- 我都聽唔見句。（我一句都聽不見）

### 词汇
以下詞彙為台山話部分特有詞彙和俗語：
- 打暴：頭一回
- 法嚹：鬼點子，法字讀陽上（21）。
- 險過老鼠舐貓鼻：俗語，形容極度危險。
- 斧頭唔大柄大：俗語，形容某件事情次要部分的開銷比主要部分的還高。
- 三個狗仔數過夜：俗語，比喻做事慢。
- 跟著好人做好人，跟著生婆學拜神：生21婆，即神婆，替人作法事或算命看相等的女人。
- 喃譕佬遇到狗—冇晒符：歇後語，喃譕佬，指專門替人作法事的道士或和尚；冇細符=沒辦法，同廣州話冇晒符，但在此細字語帶雙關。
- 未見過大蛇屙屎，生鷄漏蛋—少見多怪：歇後語，生鷄指未經閹割的公鷄。

## 代表语言及方言
鹤山与江门市区的话更接近于广州话。
台山話的主要代表語言爲台城话，端芬話，這兩種話發音和白話的區别比其他台山话更加大，口音差距對比其他台山話來講差別較爲明顯。

### 趣聞

#### 「日月潭」
台山話中「日」和「月」兩個字容易造成混淆，但這兩個字卻並不同音，甚至差別不是很小。但是由於各地方言的差異，開平赤坎片的方言中「月」字的讀音剛好跟台山水步片方言中「日」字同音。不幸的是，在開平市操這兩种口音的人都很多。於是「三個月」的個字常因連讀省略，而與「三日」混淆。遇此情況，請務必讓對方說清楚，中間是否有「個」字，因爲「三個日」不合語法。這是一個初學者可能遇到的「潭」（粵拼：tam5，/tʰɐm/，在這裡意指陷阱，即氹），故称「日月潭」。